# سامويل بورغاس
سامويل بورغاس (بالإنجليزية: Samuel Burgess)‏ أحد افراد طاقم ويليام كيد في عام 1690، وأخذ منصبه في عام 1691 عندما حدثت معركة بلاسيد ومات كيد بها وتولى المنصب بعدها وفي عام 1693 ترك السفينة ووضع كابتن أدوارد كوتس مكانة. وواصل بورغاس عمله، لكن ظل يعمل في السوق السوداء وهي بيع الاسلحة والعبيد للقراصنة مقابل الذهب.
وفي عام 1699 وعندما كان يبحر قرب مدغشقر بسفينته ماركريت شاهد أحد السفن الملكية البرطانية فتوجه إليها وتوسل لي طلب العفو وبعد أن دفع فدية من الذهب. لكن بورغاس واصل عمله السيء حتى عام 1701 وقبض عليه كابتن لويث (وهو عميل في شركة الهند الشرقية) على بوغاس متلبسًا بتهم الفساد والتجارة المحرمة والسرقة وصادر كابتن لويث سفينة بوغلس (ماركريت) وكل الذهب والفضة التي تحتويه.
أخذ بوغاس إلى لندن في نفس السنة إلى لندن لمحاكمته وأتهم بقرصنة من قبل إدميرال أودين ولكن بسبب الامتيازات الملكية التي حصل عليها تم الطعن بقرار المحكمة وأطلق سراحه وعاد بعدها إلى عمله في مدغشقر بتجارة العبيد.
وعمل ضد شخص يدعى الرئيس الأسود في التجارة وبعدها مات في عام 1716 بعمر 66 عام بسبب السم الذي دس له وكان يعتقد بأن السبب هو القائد الأسود ومات وهو يمتلك ثروة توازي 10 ملايين دولار أمريكي في القرن الحادي والعشرين.